# Turan (Rosja)
Turan (ros. Туран) – miasto (ponownie od 1945) w Federacji Rosyjskiej, w Republice Tuwy. Centrum administracyjne kożuunu pij-chiemskiego.
Założone w 1885 roku przez rosyjskich osadników. Pierwsze miasto Tuwy. Liczba mieszkańców 5,3 tys. (2006).